# Мајнтал
Мајнтал (њем. Maintal) град је у њемачкој савезној држави Хесен. Једно је од 28 општинских средишта округа Мајн-Кинциг. Према процјени из 2010. у граду је живјело 37.740 становника. Посједује регионалну шифру (AGS) 6435019.

## Географски и демографски подаци
Мајнтал се налази у савезној држави Хесен у округу Мајн-Кинциг. Град се налази на надморској висини од 100 метара. Површина општине износи 32,4 km². У самом граду је, према процјени из 2010. године, живјело 37.740 становника. Просјечна густина становништва износи 1.165 становника/km².

## Међународна сарадња
| Мјесто   | Држава    | Врста сарадње | Од    |
| -------- | --------- | ------------- | ----- |
| Естергом | Мађарска  | партнерство   | 1993. |
| Катерини | Грчка     | партнерство   | 1995. |
|          | Француска | партнерство   | 1973. |
| Мосбург  | Аустрија  | партнерство   | 1976. |
| Извор    |           |               |       |